# 友田一郎
友田 一郎（ともだ いちろう、1888年〈明治21年〉11月24日 - 1966年〈昭和41年〉7月13日）は、日本の政治家、実業家、友田酒造工場主。第46代兵庫県会議長。外交官の弟・友田二郎の孫に憲仁親王妃久子がいる。

## 人物
兵庫県人・友田俊蔵の長男。1920年、家督を相続した。但馬銀行、甲子銀行各監査役などをつとめた。兵庫県参事会員であった。
兵庫県会議員に推され、1943年12月から1944年12月まで兵庫県会議長を務める。住所は兵庫県城崎郡日高町江原（現・豊岡市）。

## 家族・親族
友田家
- 父・俊蔵[1]
- 母・きぬ（1866年 - ?、祖父・勘右衛門の長女）[1]
- 弟・二郎（1891年 - 1969年）[1]
  - 同妻・盛子（1904年 - ?、子爵・曾我祐邦の二女）[1]
  - 同長女・二三子（鳥取滋治郎の妻）
- 妻・のぶ（1894年 - ?、佐々木荘太郎の三女）[1]
- 男・壮一（1914年 - ?）[1]
- 三男（1919年 - ?）[1]
- 四男（1921年 - ）[1]
- 長女（1924年 - ）[1]

親戚
- 曾我祐邦（子爵）